# Осада Платей
Осада Платей – осада пелопоннесско-фиванскими войсками беотийского города Платеи (союзника Афин) в ходе Пелопоннесской войны.
В первые годы войны Платеи стали предметом спора (Платеи географически находились в Беотии, но были союзником Афин, которая была врагом Фив, владеющей остальной Беотией) и были осаждены фиванцами и пелопоннесцами. В городе остался лишь воинский гарнизон, мирное население эвакуировалось в Афины.
Осаждающие возвели около городской стены земляную насыпь, укреплённую жердями, однако платейцы сделали стену повыше и стали подкапывать насыпь со стороны стены. Пелопоннесцы стали заполнять брешь камышовыми плетёнками, заполненными глиной. Платейцы в ответ построили новые укрепления в районе насыпи. Когда к стене были подведены тараны, платейцы стали набрасывать на них канатные петли и подтягивать их кверху или сбрасывать на них тяжёлые бревна. Пелопоннесцы попытались поджечь город, но платейцев спас сильный ливень с грозой, который и потушил огонь. 
После этого пелопоннесцы решили решили взять город измором и построили вокруг платейской стены двойную зубчатую стену с осадными башнями. Платейцы, используя штурмовые лестницы, захватили часть двойной стены. Но это их не спасло. 
Летом 429 до н. э. гарнизон, к тому времени состоявший всего лишь из 200 человек, вынужден был сдаться перед угрозой голодной смерти. Все защитники города были казнены.